# Rathaus (Neckarbischofsheim)

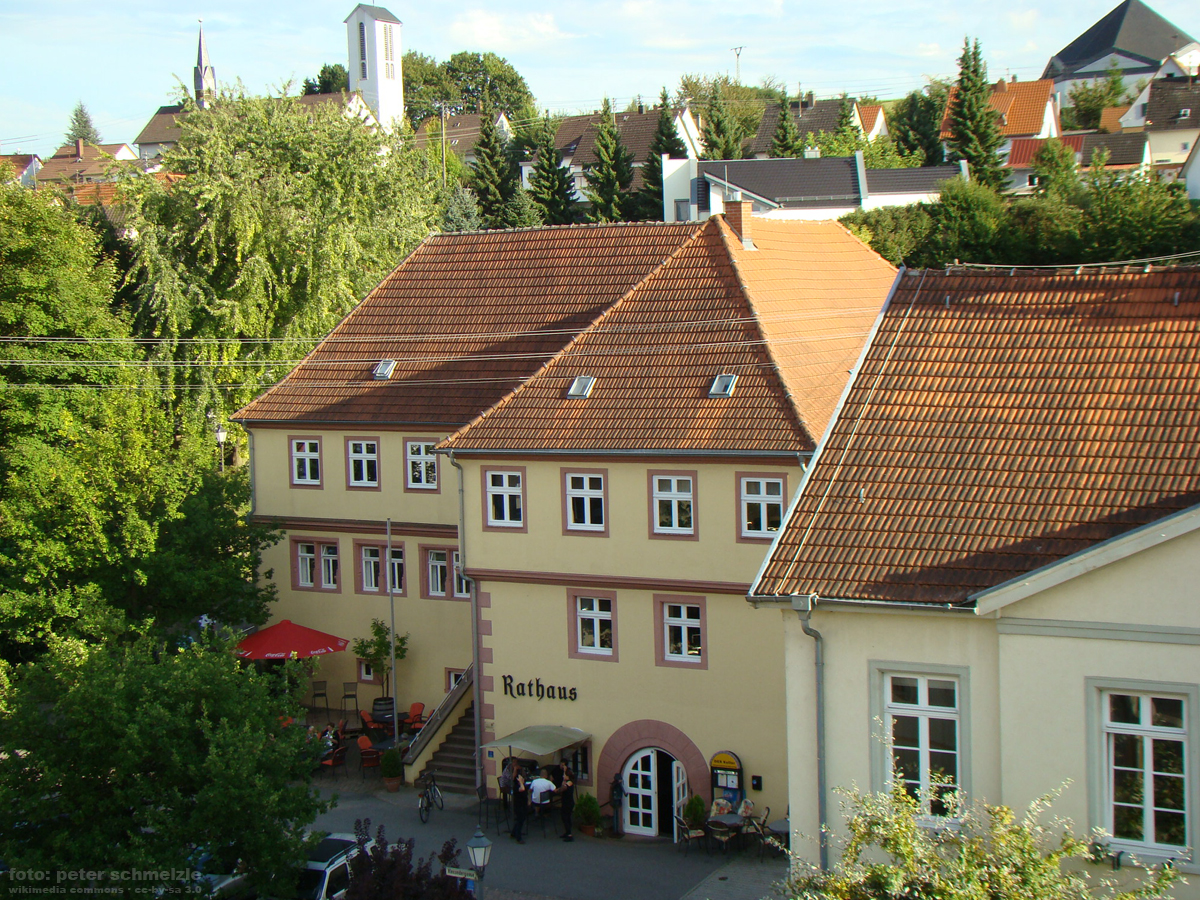
Das Rathaus in Neckarbischofsheim

Das Rathaus in Neckarbischofsheim im Rhein-Neckar-Kreis in Baden-Württemberg geht auf das Alexanderschloss der Herren von Helmstatt zurück. Das Gebäude befindet sich seit 1987 im Besitz der Gemeinde.

## Geschichte
Das Gebäude entstand vermutlich im Zuge der Erweiterung Bischofsheims um die Hinterstadt im späten 15. Jahrhundert und befand sich damals nahe dem mittleren Stadttor. Neben dem Alten Schloss und dem Neuen Steinhaus (Vorgänger des Neuen Schlosses) war das Gebäude das dritte und jüngste Schloss am Ort. Es wurde als inneres Schloss im Jahr 1545 erstmals erwähnt, als Johann von Helmstatt gemeinsam mit seinem Schwiegervater, dem pfälzischen Hofmeister Philipp von Helmstatt (1496–1563), das Schloss von Alexander II. von Helmstatt († 1558) erwarb. Auf jenen Vorbesitzer geht die spätere Bezeichnung Alexanderschloss zurück. Philipp von Helmstatt, der seinen Schwiegersohn überlebt hatte, vererbte das Anwesen an Christoph von Helmstatt. Zu jener Zeit gehörten zu dem zweiflügeligen Gebäude noch Viehhof, Scheunen und Ställe. In der zweiten Hälfte des 16. Jahrhunderts fanden verschiedene Umbauten an den Gebäuden statt, deren Datierungen an Türen und Fenstergewänden zu finden sind.
Im Dreißigjährigen Krieg waren zeitweise Flüchtlinge in dem Gebäude einquartiert. Ab dem späten 17. Jahrhundert war es Amtshaus, später Haushaltsschule, dann Landwirtschaftsschule, zeitweise sogar Verkaufsstelle und Lager der Raiffeisengenossenschaft. Um 1958 bestanden zeitweise Pläne zur Errichtung eines Kindergartens in dem Gebäude. Die Gemeinde erwarb das Alexanderschloss im Jahr 1987, hat es anschließend saniert und ab 1997 als Ersatz für das benachbarte Alte Rathaus genutzt.